# Zoantharia
Zoantharia is een orde van neteldieren uit de klasse van de Anthozoa (bloemdieren).

## Onderorden en families
- Abyssoanthidae Reimer & Fujiwara in Reimer, Sinniger, Fujiwara, Hirano & Maruyama, 2007

- Brachycnemina
  - Neozoanthidae Herberts, 1972
  - Sphenopidae Hertwig, 1882
  - Zoanthidae Rafinesque, 1815
- Macrocnemina
  - Epizoanthidae Delage & Hérouard, 1901
  - Hydrozoanthidae Sinniger, Reimer & Pawlowski, 2010
  - Microzoanthidae Fujii & Reimer, 2011
  - Nanozoanthidae Fujii & Reimer, 2013
  - Parazoanthidae Delage & Hérouard, 1901